# Vinilestere
Il vinilestere o estere vinilico è una resina prodotta per esterificazione di un prepolimero epossido con un acido carbossilico insaturo come l'acido acrilico o l'acido metacrilico. Il prodotto di reazione è un prepolimero telechelico che contiene un doppio legame nella catena chimica. Questo prepolimero viene in seguito disciolto in un solvente vinilico come lo stirene a una concentrazione compresa tra il 35 e il 45 percento in massa. La reazione avviene per polimerizzazione radicalica nel corso della quale i doppi legami degli stireni reagiscono tra loro e con i doppi legami di ogni prepolimero.
I vinilestere sono utilizzati come matrice per materiali compositi che hanno generalmente per rinforzo fibre di vetro. Sono utilizzati per esempio nelle costruzioni amatoriali di aeroplani e nel settore nautico grazie alla loro buona resistenza alla corrosione e all'assorbimento d'acqua.
I vinilestere sono talvolta considerati una buona alternativa agli adesivi poliesteri insaturi e ai poliepossidi. I prezzi e le prestazioni dei vinilesteri si collocano a metà strada tra quelli di questi due tipi di resine. La loro viscosità (circa 200 cps) è inferiore a quella dei poliesteri insaturi (circa 500 cps) e dei poliepossidi (circa 900 cps).